# Tyrnävä
Tyrnävä es un municipio de Finlandia.
Se localiza en la provincia de Oulu y es parte de la región de Ostrobotnia del Norte. El municipio tiene una población de 6,773 (junio, 2015) y cubre un área de 494.89 km² de los cuales 3.07 km² son agua. La densidad de población es de 13.77 habitantes por kilómetro cuadrado.
El municipio es monolingüe y su idioma oficial es el finés.